# Hansje Bunschoten
Johanna „Hansje“ Bunschoten (* 3. Mai 1958 in Hilversum; † 1. Oktober 2017 in Almere) war eine niederländische Schwimmerin.

## Leben
Johanna Bunschoten, eine talentierte jugendliche Schwimmerin, gewann 1971 im Alter von nur 13 Jahren ihren ersten niederländischen Titel (400 m Freistil). Bei den Olympischen Sommerspielen 1972 schwamm sie in fünf finalen Wettkämpfen und belegte mit den niederländischen Staffeln zwei fünfte Plätze. Johanna Bunschoten verpasste die Eröffnungs-Weltmeisterschaft 1973 wegen Krankheit. Als ihre Mutter später in diesem Jahr krank wurde, zog sich Johanna Bunschoten allmählich aus dem Wettkampfschwimmen zurück und ging 1976 vollständig in den Ruhestand. Zwischen 1971 und 1973 stellte sie zahlreiche nationale Rekorde auf, von denen sechs auch europäische Rekorde waren. Bemerkenswerterweise war sie die erste Niederländerin, die 1971 bei einem Kurzstreckenrennen in ihrer Heimatstadt Hilversum 1 Minute auf 100 m Freistil unterbot. Insgesamt gewann Johanna Bunschoten neun niederländische Titel, darunter drei bei Langstreckenveranstaltungen (1971/72).
| Ergebnisse | Wettbewerb                    |
| ---------- | ----------------------------- |
| 5. Platz   | 4 × 100 Meter Freistilstaffel |
| 5. Platz   | 4 × 100 Meter Lagenstaffel    |
| 6. Platz   | 200 Meter Freistil            |
| 7. Platz   | 400 Meter Freistil            |
| 7. Platz   | 800 Meter Freistil            |

## Nachsportliche Karriere
In den 1980er Jahren moderierte sie zusammen mit Kees Jansma die KRO Sendung Sport op Friday. In den 1990er Jahren kommentierte sie Schwimmwettkämpfe für Studio Sport. Außerdem war sie Reporterin für die Tageszeitung De Telegraaf bei den Schwimmweltmeisterschaften 1991. Um 2001 war sie Direktorin von Studio Sport und der Yorin Dating Sendung Ticket to love. Sie stellte auch kurz das Dolce Vita (2004)-Programm des KRO vor. Nach einem Konflikt mit ihrem Moderatoren-Kollegen, dem Kolumnisten Theodor Holman, beschloss sie, ihre Arbeit einzustellen. Zuvor war sie in der Fernsehsendung De Liefde und De Rijdende Rechter aktiv. 2006 wurde bei ihr Brustkrebs diagnostiziert, der sich 2015 erneut zeigte. In jenem Jahr sprach sie in der NTR Sendung Schau in die Seele über ihre Krankheit. 2016 wurde sie in der Interview Sendung Masks off vorgestellt, in der sie erzählte, dass sie 25 Tumore in ihrem Kopf mit Metastasen in ihrem Körper habe.
Johanna Bunschoten starb am 1. Oktober 2017 im Alter von 59 Jahren an dieser Krankheit.